# Форт-Лаудон (Пенсільванія)
Форт-Лаудон (англ. Fort Loudon) — переписна місцевість (CDP) в США, в окрузі Франклін штату Пенсільванія. Населення — 895 осіб (2020).

## Географія
Форт-Лаудон розташований за координатами 39°55′19″ пн. ш. 77°54′26″ зх. д. / 39.92194° пн. ш. 77.90722° зх. д. (39.921906, -77.907236).  За даними Бюро перепису населення США в 2010 році переписна місцевість мала площу 11,03 км², уся площа — суходіл.

## Демографія
Згідно з переписом 2010 року, у переписній місцевості мешкало 886 осіб у 344 домогосподарствах у складі 259 родин. Густота населення становила 80 осіб/км².  Було 375 помешкань (34/км²).
Расовий склад населення:
| - 96,8 % — білих - 0,5 % — чорних або афроамериканців - 0,3 % — азіатів - 0,1 % — корінних американців |

До двох чи більше рас належало 2,0 %. Частка іспаномовних становила 2,0 % від усіх жителів.
За віковим діапазоном населення розподілялося таким чином: 20,5 % — особи молодші 18 років, 61,9 % — особи у віці 18—64 років, 17,6 % — особи у віці 65 років та старші. Медіана віку мешканця становила 44,1 року. На 100 осіб жіночої статі у переписній місцевості припадало 99,1 чоловіків;  на 100 жінок у віці від 18 років та старших — 93,4 чоловіків також старших 18 років.
Середній дохід на одне домашнє господарство  становив 46 711 долар США (медіана — 34 167), а середній дохід на одну сім'ю — 59 670 доларів (медіана — 53 295). Медіана доходів становила 38 324 долари для чоловіків та 25 438 доларів для жінок. За межею бідності перебувало 10,9 % осіб, у тому числі 8,7 % дітей у віці до 18 років та 5,5 % осіб у віці 65 років та старших.
Цивільне працевлаштоване населення становило 448 осіб. Основні галузі зайнятості: освіта, охорона здоров'я та соціальна допомога — 19,6 %, науковці, спеціалісти, менеджери — 15,4 %, виробництво — 13,8 %.